# 1935-ös magyar úszóbajnokság
Az 1935-ös magyar úszóbajnokság legtöbb versenyszámát augusztusban rendezték meg Budapesten, a Császár uszodában.

## Eredmények

### Férfiak
| Versenyszám                                                             | Arany                                                             | Arany                                                             | Ezüst                                                             | Ezüst                                                             | Bronz                                                             | Bronz                                                             |
| ----------------------------------------------------------------------- | ----------------------------------------------------------------- | ----------------------------------------------------------------- | ----------------------------------------------------------------- | ----------------------------------------------------------------- | ----------------------------------------------------------------- | ----------------------------------------------------------------- |
| 100 m gyorsúszás Döntő: augusztus 4.                                    | Csik Ferenc BEAC                                                  | 1:00,2                                                            | Abay Nemes Oszkár Pécsi AC                                        | 1:02,6                                                            | Kánásy Gyula Magyar AC                                            | 1:02,8                                                            |
| 200 m gyorsúszás Döntő: augusztus 3.                                    | Csik Ferenc BEAC                                                  | 2:19,6                                                            | Gróf Ödön BEAC                                                    | 2:19,6                                                            | Angyal István Újpesti TE                                          | 2:23,2                                                            |
| 400 m gyorsúszás Döntő: augusztus 4.                                    | Gróf Ödön Újpesti TE                                              | 5:02,4                                                            | Lengyel Árpád BEAC                                                | 5:08,2                                                            | Szabados László Újpesti TE                                        | 5:24,4                                                            |
| 800 m gyorsúszás Döntő: június 30.                                      | A győztes a szintidőt nem teljesítette, így nem avattak bajnokot! | A győztes a szintidőt nem teljesítette, így nem avattak bajnokot! | A győztes a szintidőt nem teljesítette, így nem avattak bajnokot! | A győztes a szintidőt nem teljesítette, így nem avattak bajnokot! | A győztes a szintidőt nem teljesítette, így nem avattak bajnokot! | A győztes a szintidőt nem teljesítette, így nem avattak bajnokot! |
| 1500 m gyorsúszás Döntő: augusztus 3.                                   | Lengyel Árpád BEAC                                                | 21:05,2                                                           | Plepár Lajos Szegedi UE                                           | 21:33,2                                                           | Barócsy Sándor MOVE Eger SE                                       | 22:28,0                                                           |
| 100 m hátúszás Döntő: augusztus 4.                                      | Gombos Elemér LASE                                                | 1:12,8                                                            | Bitskey Károly MOVE Eger SE                                       | 1:13,8                                                            | Nagy Károly Újpesti TE                                            | 1:14,0                                                            |
| 200 m hátúszás Döntő: augusztus 3.                                      | Bitskey Árpád MOVE Eger SE                                        | 2:45,2                                                            | Hazai Kálmán MTK                                                  | 2:55,6                                                            | Gombos Elemér LASE                                                | 2:58,0                                                            |
| 100 m mellúszás Döntő: augusztus 3.                                     | Csik Ferenc BEAC                                                  | 1:19,6                                                            | Mezei Ferenc MTK                                                  | 1:21,4                                                            | Borsos Endre MOVE Eger SE                                         | 1:22,8                                                            |
| 200 m mellúszás Döntő: augusztus 4.                                     | Csik Ferenc BEAC                                                  | 2:56,4                                                            | Borsos Endre MOVE Eger SE                                         | 3:02,4                                                            | Lengváry Ákos BEAC                                                | 3:03,4                                                            |
| Folyambajnokság Döntő: augusztus 7.                                     | Halassy Olivér Újpesti TE                                         | 1:00:31                                                           | Török Gábor BSE                                                   | 1:00:38                                                           | Páhok István MTK                                                  | 1:00:53                                                           |
| Folyambajnokság csapat Döntő: augusztus 7.                              | Újpesti TE Halassy Olivér Vágó Bozsi Mihály Szigeti II. Czetti    | 42 pont                                                           | MTK Páhok István Hazai Kálmán Brandi Jenő Laki Vadas              | 44 pont                                                           | Budapest SE Török Gábor Vojtek Kadarka Lakó Kovács                | 54 pont                                                           |
| 4 × 200 m gyorsváltó Döntő: június 30.                                  | BEAC Csepela Zábrák Lengyel Árpád Csik Ferenc                     | 9:47,8                                                            | Újpesti TE                                                        | 9:55,0                                                            | Szegedi UE                                                        | 10:08,6                                                           |
| 400 m vegyes váltó 100 m hát, 200 m mell, 100 m gyors Döntő: június 30. | A győztes a szintidőt nem teljesítette, így nem avattak bajnokot! | A győztes a szintidőt nem teljesítette, így nem avattak bajnokot! | A győztes a szintidőt nem teljesítette, így nem avattak bajnokot! | A győztes a szintidőt nem teljesítette, így nem avattak bajnokot! | A győztes a szintidőt nem teljesítette, így nem avattak bajnokot! | A győztes a szintidőt nem teljesítette, így nem avattak bajnokot! |

### Nők
| Versenyszám                                | Arany                                                             | Arany                                                             | Ezüst                                                             | Ezüst                                                             | Bronz                                                             | Bronz                                                             |
| ------------------------------------------ | ----------------------------------------------------------------- | ----------------------------------------------------------------- | ----------------------------------------------------------------- | ----------------------------------------------------------------- | ----------------------------------------------------------------- | ----------------------------------------------------------------- |
| 100 m gyorsúszás Döntő: augusztus 3.       | Lenkey Magda III. kerületi TVE                                    | 1:11,6                                                            | Biró Ágnes KISOK                                                  | 1:14,0                                                            | Magasházy Rózsa Tatabánya SC                                      | 1:14,0                                                            |
| 200 m gyorsúszás Döntő: augusztus 4.       | Lenkey Magda III. kerületi TVE                                    | 2:46,0                                                            | Biró Ágnes KISOK                                                  | 2:55,0                                                            | Magasházy Rózsa Tatabánya SC                                      | 2:56,0                                                            |
| 400 m gyorsúszás Döntő: augusztus 3.       | A győztes a szintidőt nem teljesítette, így nem avattak bajnokot! | A győztes a szintidőt nem teljesítette, így nem avattak bajnokot! | A győztes a szintidőt nem teljesítette, így nem avattak bajnokot! | A győztes a szintidőt nem teljesítette, így nem avattak bajnokot! | A győztes a szintidőt nem teljesítette, így nem avattak bajnokot! | A győztes a szintidőt nem teljesítette, így nem avattak bajnokot! |
| 100 m hátúszás Döntő: augusztus 4.         | A győztes a szintidőt nem teljesítette, így nem avattak bajnokot! | A győztes a szintidőt nem teljesítette, így nem avattak bajnokot! | A győztes a szintidőt nem teljesítette, így nem avattak bajnokot! | A győztes a szintidőt nem teljesítette, így nem avattak bajnokot! | A győztes a szintidőt nem teljesítette, így nem avattak bajnokot! | A győztes a szintidőt nem teljesítette, így nem avattak bajnokot! |
| 200 m mellúszás Döntő: augusztus 4.        | Hideg Katalin Budapest SE                                         | 3:19,2                                                            | Szász Magda Újpesti TE                                            | 3:33,0                                                            | Bethlen Margit Ferencvárosi TC                                    | 3:37,8                                                            |
| Folyambajnokság Döntő: augusztus 7.        | Tóth Ilona Magyar UE                                              | 1:10:10                                                           | Fekete Margit Újpesti TE                                          | 1:10:16                                                           | Csukai Lívia Budapest SE                                          | 1:12:13                                                           |
| Folyambajnokság csapat Döntő: augusztus 7. | Budapest SE Bécsi Klára Csukai Lívia Lovász                       | 12 pont                                                           | Magyar UE Tóth Ilona Szenesné Bánki                               | 18 pont                                                           | Budapest SE B Tóth Bán Sörös                                      | 23 pont                                                           |
| 4 × 100 m gyors Döntő: június 30.          | A győztes a szintidőt nem teljesítette, így nem avattak bajnokot! | A győztes a szintidőt nem teljesítette, így nem avattak bajnokot! | A győztes a szintidőt nem teljesítette, így nem avattak bajnokot! | A győztes a szintidőt nem teljesítette, így nem avattak bajnokot! | A győztes a szintidőt nem teljesítette, így nem avattak bajnokot! | A győztes a szintidőt nem teljesítette, így nem avattak bajnokot! |